# Pseudosobór lwowski
Pseudosobór lwowski (Sobór lwowski) – nieuznany przez Stolicę Apostolską, zwołany przez stalinowskie władze ZSRR po aresztowaniu wszystkich biskupów i 1/3 kapłanów ukraińskiej Cerkwi greckokatolickiej – niekanoniczny sobór zwolenników likwidacji Cerkwi greckokatolickiej, przeprowadzony we Lwowie, w archikatedrze św. Jura, w dniach 8–10 marca 1946 roku, zakończony likwidacją Cerkwi i jej wcieleniem w struktury Rosyjskiego Kościoła Prawosławnego.

## Przygotowania do soboru
Po śmierci abp. Andrzeja Szeptyckiego w dniu 1 listopada 1944 arcybiskupem metropolitą lwowskim i halickim ukraińskiej Cerkwi greckokatolickiej został dotychczasowy biskup koadiutor Josyf Slipyj. Został on aresztowany przez NKWD już 11 kwietnia 1945. Tego samego dnia aresztowani zostali również biskupi: Nikita Budka (biskup pomocniczy archidiecezji lwowskiej), Hryhoryj Chomyszyn (biskup diecezji stanisławowskiej), Mykoła Czarnecki (apostolski wizytator Kościoła katolickiego obrządku bizantyjsko-słowiańskiego), Iwan Latyszewski (biskup sufragan stanisławowski), a także Wasyl Wełyczkowski, ihumen klasztoru w Tarnopolu i inni wysocy rangą duchowni. W pałacu arcybiskupim i archikatedrze św. Jura NKWD przeprowadziło rewizje. Aresztowani zostali wszyscy członkowie Episkopatu greckokatolickiego – skazani następnie przez NKWD na więzienie i długoletnią pracę przymusową w łagrach. NKWD aresztowało również ponad 800 z 2300 księży greckokatolickich skazując ich standardowo na 10 lat łagru. 1105 księży zgodziło się w tej sytuacji formalnie przejść na prawosławie.
Po aresztowaniu biskupów i księży i represjom skierowanym przeciw wiernym Józef Stalin podjął decyzję o likwidacji Cerkwi greckokatolickiej na terenie ZSRR. Miało to nastąpić w trybie formalnego zjednoczenia z Rosyjską Cerkwią Prawosławną na soborze tegoż Kościoła. Metropolita kijowski, prawosławny egzarcha Ukrainy Jan otrzymał polecenie zadbania o doktrynalną stronę planowanego zjazdu.
W kilka tygodni po aresztowaniu biskupów utworzono grupę inicjatywną do spraw przygotowania grekokatolików do przejścia do Cerkwi prawosławnej. Jej przywódcą został ksiądz greckokatolicki Hawryło Kostelnyk, szykowany już w 1940 roku przez władze sowieckie na kontrmetropolitę Andreja Szeptyckiego. Wtedy Kostelnyk się wzbraniał przed objęciem funkcji, ale po aresztowaniu syna wyraził zgodę. W objęciu stanowiska przeszkodził jednak atak Niemiec na ZSRR. Po ponownej okupacji Lwowa przez Armię Czerwoną w lipcu 1944 roku Kostelnyk został ponownie aresztowany przez NKWD i zmuszony do współpracy.
Chociaż przygotowania do soboru odbywały się po ponad roku intensywnych represji wymierzonych w kler greckokatolicki (aresztowania i zastraszanie księży przez NKWD), kierująca przygotowaniami do zjazdu Grupa Inicjatywna z ks. Kostełnykiem na czele nie była pewna co do jego skutków. Nadal istniała zorganizowana grupa księży otwarcie sprzeciwiających się unifikacji (głównie studytów), zaś członkowie Grupy Inicjatywnej zdawali sobie sprawę z faktu, że część księży formalnie deklarujących chęć przejścia na prawosławie działa tak jedynie ze strachu. Ponieważ Grupa Inicjatywna miała wystąpić w imieniu trzech diecezji greckokatolickich (lwowskiej, przemyskiej i stanisławowskiej), ks. Kostełnykowi dodano do pomocy ks. Mychajłę Melnyka z eparchii przemyskiej i ks. Antona Pelweckiego z eparchii stanisławowskiej. Grupa wydała odezwę wzywającą duchowieństwo greckokatolickie, aby po zjednoczeniu z ZSRR współdziałało w zjednoczeniu religijnym z prawosławiem.
Rada Komisarzy Ludowych USRR uznała Grupę Inicjatywną za jedyny organ kościelny mający status prawny i upoważniła ją do sprawowania nieograniczonego zarządu nad parafiami greckokatolickimi. Jednocześnie miała informować władze o wszystkich księżach nieokazujących posłuszeństwa. Wielu księży podpisało pisemny protest przeciw tym poczynaniom, nie przyniósł on jednak rezultatów.
20 lutego 1946 roku w Kijowie do Rosyjskiej Cerkwi Prawosławnej wstąpiła grupa księży greckokatolickich, wśród nich inicjatorzy przedsięwzięcia. 24 i 25 lutego 1946 roku księża Melnyk i Pełwećki (pozostający w celibacie) zostali wyświęceni na prawosławnych biskupów, ordynariuszy odpowiednio eparchii samborskiej i stanisławowskiej, a ksiądz Kostełnyk, jako żonaty, podniesiony do najwyższej rangi dostępnej dla żonatego księdza, czyli protoprezbitera.

## Przebieg soboru
W soborze nie wziął udziału żaden z biskupów greckokatolickich (aresztowanych przez NKWD i wywiezionych). Według listy obecności brały w nim udział 233 osoby, w tym 214 księży, jednak na liście znalazły się również nazwiska osób już nieżyjących. Resztę – 19 osób – stanowiły „osoby prywatne” dysponujące głosem doradczym, głównie agenci NKWD. O tym, kto nadawał się do wzięcia udziału w obradach, decydował płk NKWD Bogdanow, który osobiście weryfikował każdą osobę wstępnie zgłoszoną jako delegat na zjazd. Wielu z przyjeżdżających księży nie zdawało sobie sprawy, jakiego rodzaju spotkanie jest planowane, gdyż zostali powiadomieni jedynie o konferencji zwolenników jedności z prawosławiem. Dokładny przebieg obrad był zresztą dokładnie zaaranżowany na zamkniętym spotkaniu 20 spośród ogółu uczestników, zorganizowanym 6 marca, na dwa dni przed formalnym otwarciem rozmów. Żaden z trzech członków Grupy Inicjatywnej nie powiadomił zgromadzenia, że nie są już członkami Kościoła greckokatolickiego.
Raporty i przemówienia wygłaszane na soborze były starannie przygotowane wcześniej. Pelwećkyj i Kostelnyk przedstawili dotychczasowe działania „grupy inicjatywnej” i bilans jej działań propagandowych. Kostelnyk powtórzył również swoje wcześniejsze argumenty przeciwko istnieniu Kościoła greckokatolickiego i raz jeszcze oznajmił, że unifikacja z prawosławiem jest jedynym słusznym, zarówno z religijnego, jak i politycznego punktu widzenia, rozwiązaniem. Dyskusja nad dwoma przemówieniami, której przebieg również ustalono wcześniej, nie wniosła do omawianych problemów nic nowego.
Delegaci w jawnym głosowaniu zdecydowali o likwidacji unii brzeskiej i przyłączeniu Ukraińskiej Cerkwi Greckokatolickiej do moskiewskiego prawosławia. W dalszym toku obrad uchwalili kilka rezolucji przedstawiających dalsze plany działania, apel do wiernych greckokatolickich o pozytywne przyjęcie ustaleń soborowych oraz telegramy do Stalina, Chruszczowa, patriarchy ekumenicznego Maksyma, patriarchy Aleksego i egzarchy Jana. Nad przebiegiem rozmów cały czas czuwało NKWD.
9 marca biskupi Michał (Melnyk) i Antoni (Pelwećki), wraz z innymi biskupami prawosławnymi: lwowskim Makarym i mukaczewskim Nestorem, odebrali od obecnych na soborze obietnicę „wyrzeczenia się łacińskich błędów”. Po zakończeniu soboru delegacja pod przewodnictwem ks. Kostełnyka pojechała do Moskwy. 5 kwietnia została przyjęta na audiencji u patriarchy Aleksego, a 7 kwietnia Aleksy odprawił uroczyste nabożeństwo, które koncelebrowali Kostełnyk i Pelwećki.
Po soborze rząd ZSRR uznał Kościół greckokatolicki za rozwiązany, i przystąpił do jego likwidacji. Aresztowano i skazano około 50% duchownych, około 10% wyemigrowało za granicę, 20% przeszło na prawosławie, a 10% rozpoczęło działalność w podziemiu jako „Kościół katakumbowy”. Papież Pius XII zaprotestował przeciw postępowaniu Sowietów w dwóch encyklikach: Orientales Omnes (1946) i Orientales Ecclesias (1952), w których wezwał do zainteresowania się losem prześladowanych i wsparcia Kościoła greckokatolickiego.
Wkrótce później nastąpiła również oficjalna likwidacja Rusińskiej Cerkwi Greckokatolickiej na Zakarpaciu (1946–1949) i w Czechosłowacji (1950). W Polsce biskup przemyski Jozafat Kocyłowski i biskup sufragan przemyski Hryhorij Łakota zostali aresztowani przez funkcjonariuszy Ministerstwa Bezpieczeństwa Publicznego i przekazani NKWD, a oficjalne struktury Kościoła greckokatolickiego po akcji „Wisła” zlikwidowane.
Likwidacja skutków soboru lwowskiego nastąpiła wkrótce przed upadkiem Związku Sowieckiego, w latach 1989–1990. Z punktu widzenia prawa kanonicznego Kościoła katolickiego, którego Kościół katolicki obrządku bizantyjsko-ukraińskiego jest częścią od samego początku był on całkowicie nieważny. Kościół greckokatolicki obrządku ukraińskiego przez cały czas kontynuował oficjalną działalność w diecezjach na Zachodzie, działał również w podziemiu na terenie ZSRR. W latach 1946–1990 Kościół greckokatolicki był największą podziemną organizacją religijną w ZSRR, udzielającą wbrew sowieckim władzom sakramentów i nauczającą potajemnie religii. W katedrze łacińskiej we Lwowie o. Rafał Kiernicki udzielał sakramentów wiernym Kościoła greckokatolickiego. Samizdatowe pismo Kościoła greckokatolickiego Віра Батьків (Wira Bat’kiw) (pol. Wiara ojców) redagował i wydawał Teodozij Starak, po uzyskaniu niepodległości przez Ukrainę pierwszy poseł Ukrainy w Polsce.

## Literatura
- Hans Dieter Kamp, Kościół unicki po 1944, Los 1986. – 42 s.
- Jarosław Stocki, Lwowski Sobór 8–10 marca 1946 roku: przygotowania, przebieg i skutki. Rola systemu totalitarnego. Pamięć i Sprawiedliwość, nr 1 (14)/2009 s.237-267, ISSN 1427-7476 Wersja elektroniczna
- B. Bociurkiw, Ukrainian Greek Catholic Church and the Soviet State (1939-1950), Edmonton-Toronto 1996, Canadian Institute of Ukrainian Studies Press, ISBN 1-895571-12-X.
- Ружицкий К., прот. Киево-Львовские торжества Православия // Журнал Московской Патриархии. 1946. – № 4. – С. 5-12
- Цыпин В. А., прот. Львовский собор 1946 г. и его последствия // Ежегодная богословская конференция Православного Свято-Тихоновского богословского института. – М., 1998. – С. 261–267.
- Ярема Р. Л., прот. Львовский Церковный Собор 1946 года в свете торжества Православия в Западной Украине. – К.: КИТ, 2012. – 320 c. – ISBN 978-966-2279-13-9.
- Вишиванюк А. В. К вопросу о роли иерархии и духовенства Русской Православной Церкви в кампании ликвидации Украинской греко-католической Церкви в 1945–1949 гг // Вестник ПСТГУ. Серия II: История. История Русской Православной Церкви. – 2012. – № 46. – С. 56–68.
- Ks. protojerej Rościsław Jarema, Lwowski Sobór Cerkiewny 1946 roku. Przyczyny i konsekwencje. Wydawnictwo: Warszawska Metropolia Prawosławna, Warszawa 2015. – 303 s.
- Прот. Алексий Добош. Львовский собор // Православная энциклопедия. – М.: Церковно-научный центр «Православная энциклопедия», 2016. – Т. XLII. – С. 8-14.
- Веденеев Д. В. «Решительный враг Ватикана и унии». Спецслужбы и протопресвитер Гавриил Костельник в контексте создания предпосылок к ликвидации унии в Западной Украине (1939–1944 гг.) // Вестник ПСТГУ. Серия II: История. История Русской Православной Церкви. 2017. – Вып. 79. – С. 85-105.